# Pia Green
Pia Inger Kristina Green, tidigare Inger Kristina Green, född Lekselius 28 januari 1947 i Järvsö, är en svensk skådespelare.

## Biografi
Green växte från tio års ålder upp i Göteborg. Efter studenten och ett kort mellanspel 1966 som statist i Italien började hon 1967–1968 arbeta vid Atelierteatern i Göteborg. Efter att ha arbetat som modell i Paris 1970 och Milano 1972 började hon studera dramatik vid Göteborgs universitet. Planen var först att bli regissör och hon verkade under studietiden som regiassistent vid Göteborgs Stadsteater. Planerna övergavs emellertid och 1976 sökte hon till Scenskolan i Göteborg. Efter examen 1979 engagerades hon vid VI-teatern i Järfälla, vars verksamhet inriktade sig mot ungdomar. 1980–1983 var hon verksam vid TV-teatern, där hon bland annat gjorde roller som Karin Månsdotter i Liten Karin (1981), Farmor som ung i tv-serien Farmor och vår Herre (1983) och Kvinnan i Mannen utan själ (1983).
År 1983 fick hon sitt genombrott på film i Lasse Hallströms Två killar och en tjej. Green blev hyllad för rollen och många kritiker ansåg att hon var filmens stora behållning. Därefter blev Green frilansande skådespelare. 1991–1993 gjorde hon 350 föreställningar av Cecilia Torudds pjäs Kunde prästänkan så kan väl du.... Från TV är hon också känd för serie-roller som sjökapten i Rederiet (1993–1994) och apotekare i Vita lögner (1997–2003).
Hon var 1970–1977 gift med skådespelaren Lars Green.

## Filmografi i urval
- 1975 – Gyllene år (TV-serie)
- 1977 – Skyll inte på mig! (TV-serie)
- 1980 – Ett drömspel
- 1980 – Det vita lyser i mörkret
- 1981 – Operation Leo
- 1981 – Antigone
- 1981 – Liten Karin
- 1981 – Svartskallen
- 1981 – När barnen tar makten
- 1982 – Kamraterna
- 1982 – Amédée
- 1983 – Lektionen
- 1983 – Mannen utan själ
- 1983 – Skuggan av Mart
- 1983 – Farmor och vår Herre (TV-serie)
- 1983 – Två killar och en tjej
- 1983 – Mot härliga tider
- 1984 – SK 917 har landat (TV-serie)
- 1984 – Jönssonligan får guldfeber
- 1984 – Zvampen (TV-serie)
- 1985 – En ettas dagbok (TV-serie)
- 1986 – I lagens namn
- 1987 – En film om kärlek
- 1987 – Svart gryning
- 1988 – Lindas längtan
- 1988 – P.S. Sista sommaren
- 1991 – Ett paradis utan biljard
- 1991 – Susanne Brinks Arirang
- 1992 – Gorbatjov
- 1992 – Kvällspressen (TV-serie)
- 1994 – Rederiet (TV-serie) (till och med 1994)
- 1994 – Polismördaren
- 1996 – En fyra för tre (TV-serie)
- 1997 – FF
- 1997 – Vita lögner (TV-serie) (till och med 2002)
- 2003 – Peter Pan (dubbad röst)
- 2004 – Mongolpiparen
- 2005 – Van Veeteren – Münsters fall
- 2005 – Blodsbröder
- 2006 – Sökarna – Återkomsten
- 2007 – Gangster
- 2008 – Livet i Fagervik (TV-serie)
- 2010 – Otroligt het!
- 2013 – Den som söker

## Teater

### Roller (urval)
| År   | Roll         | Produktion                                                    | Regi                         | Teater                        |
| ---- | ------------ | ------------------------------------------------------------- | ---------------------------- | ----------------------------- |
| 1995 | Simone       | Min mamma herr Albin Jean Poiret                              | Hans Bergström               | Folkan                        |
| 1997 | Kyra Hollis  | Vinterkärlek David Hare                                       | Benny Fredriksson            | Riksteatern                   |
| 2001 | Garbos mamma | Garbo The Musical Michael Reed, Jim Steinman och Warner Brown | Scott Faris                  | Oscarsteatern                 |
| 2003 |              | Bussresan Ulf Larsson                                         | Ulf Larsson                  | Vasateatern                   |
| 2006 | Kören        | Medea Euripides                                               | Sara Cronberg                | Stockholms stadsteater        |
| 2007 | Ulla         | Otroligt het! Krister Classon och Lars Classon                | Krister Classon Lars Classon | Lisebergsteatern, Vasateatern |
| 2011 |              | Drömvinsten Roland Nordqvist                                  | Pontus Olgrim                | Sommarteater, Enköping        |